# Jesse Engel
Jesse Engel ist ein US-amerikanischer Poolbillardspieler.

## Karriere
Im Oktober 2010 kam Jesse Engel bei den US Open auf den 17. Platz. Einen Monat später gelang ihm bei der Junioren-Weltmeisterschaft der Einzug ins Finale. Dort unterlag er jedoch dem Spanier Francisco Sánchez mit 6:11.
2011 wurde Engel Neunter bei der Ultimate 10-Ball Championship, Elfter beim zweiten Turnier der Seminole Florida Pro Tour und beim Northern Lights Shootout im Finale gegen den Kanadier Felix Beardy Zweiter.
Im Februar 2012 wurde Engel bei der US Bar Box Championship Vierter im 10-Ball und im 9-Ball. Im April wurde er Zweiter beim Four Bears Classic, bei der CSI 9-Ball Challenge 2012 kam er auf den dritten Platz. Im August beziehungsweise September gewann Engel die Zingale’s Southeast Open sowie das Ultimate Billiards Summer Sizzler.
Beim Derby City Classic kam Engel 2013 im One Pocket auf den 32. Platz. Im April desselben Jahres gewann er die Arena Billiards 9-Ball Open.
Gemeinsam mit den Deutschen Thorsten Hohmann und Ralf Souquet bildet Engel die Mannschaft Minnesota Outlaws, die im Februar 2014 die Play-offs der World Professional Billiard League der Saison 2013 gewann.